# Amelia al ballo
Amelia al ballo (deutsch: Amelia geht zum Ball, englisch: Amelia Goes to the Ball) ist eine komische Oper (Opera buffa) in einem Akt von Gian Carlo Menotti, der auch sein eigener Librettist war. Das Werk erlebte seine Uraufführung am 1. April 1937 in der Academy of Music in Philadelphia in englischer Sprache. Im deutschen Sprachraum ging die Oper zum ersten Mal am 4. Mai 1940 in Gera über die Bühne.

## Orchester
Die Orchesterbesetzung der Oper umfasst die folgenden Musikinstrumente:
- Holzbläser: Piccoloflöte, zwei Flöten, zwei Oboen, zwei Klarinetten, zwei Fagotte
- Blechbläser: vier Hörner, drei Trompeten, drei Posaunen, Tuba
- Schlagwerk: Pauken, Tamburin, Triangel, Gong, Becken, Glockenspiel, Xylophon, Glocken
- Harfe
- Celesta
- Streicher

## Handlung
Im Original spielt die Oper in New York zu Beginn des 20. Jahrhunderts. Bei Aufführungen an europäischen Bühnen wird das Geschehen in der Regel in eine europäische Großstadt verlagert. Das Bühnenbild zeigt ein elegantes Damenzimmer mit Balkon.
Amelia ist ungeduldig. In Gedanken ist sie schon längst bei dem Ball, an dem sie heute teilnehmen will, und ausgerechnet jetzt nervt sie ihr Ehemann, weil er einen an sie gerichteten Liebesbrief gefunden hat. Er will unbedingt den Absender erfahren. Sobald sie ihm diesen verraten habe, werde er sie auf den Ball begleiten. Na ja, denkt Amelia, wenn’s weiter nichts ist, dann soll er’s halt wissen: es ist der Herr, der einen Stock höher wohnt! Jetzt, da er es weiß, denkt er schon nicht mehr daran, mit seiner Gattin zum Ball zu gehen. Die Eifersucht hat ihn gepackt. Er zückt seine Pistole und verlässt das Zimmer.
Amelia weiß natürlich, was ihr Mann beabsichtigt. Sie rennt auf den Balkon und ruft zu ihrem Liebhaber hinauf,  welche Gefahr ihm drohe. Dieser denkt nicht lange nach. Flugs lässt er sich an einem Seil zu ihr hinab. Kaum ist er unten, taucht auch schon wieder Amelias Gatte auf. Am liebsten würde der Liebhaber wieder nach oben klettern, aber das Schicksal hat dafür gesorgt, dass die Leine gerissen ist. Schnell verschwindet er unter Amelias Bett.
Amelias Hoffnung, ihr Mann werde sie jetzt auf den Ball begleiten, wird wieder jäh im Keime erstickt. Er hat nämlich auf dem Balkon das zerrissene Seil entdeckt und richtig gefolgert, dass der Kerl noch in der Nähe sein muss. Es dauert auch nicht lange, bis er den Gesuchten gefunden hat. Sofort zieht er wieder die Pistole und drückt ab; doch es löst sich kein Schuss. Das vermaledeite Gerät hat Ladehemmung!
Jetzt fühlt sich der Liebhaber stark und will Amelias Gatten verprügeln. Die beiden schreien sich an, kommen aber gleich zu der Ansicht, es dürfte wohl besser sein, erst einmal die Lage zu diskutieren. Und schon wieder kann sich Amelia den Ball abschminken! In ihrer Wut packt sie die nächstbeste Vase und zertrümmert sie auf dem Kopf ihres Mannes. Als ihr bewusst wird, was sie getan hat, eilt sie hilferufend auf den Balkon.
Der Lärm hat ein paar Polizisten angelockt. Deren Hauptmann will wissen, was vorgefallen sei. Amelia beginnt zu erzählen, was ihr gerade so einfällt. Mit der Wahrheit allerdings hat ihre Geschichte nicht viel zu tun. Ihr Mann kann nicht widersprechen, weil er immer noch bewusstlos ist. Der Liebhaber tischt zwar eine andere Story auf, aber ihm wird nicht geglaubt.
Nach und nach finden Amelia und der Polizeihauptmann Gefallen aneinander. Als letzterer erfahren hat, wonach sich die Dame des Hauses so sehr sehnt, reicht er ihr galant seinen Arm. Und endlich, endlich ist es soweit: Amelia geht zum Ball.

## Musik
Menotti hat nicht nur ein witziges Buch verfasst, sondern sein Stück auch mit einer sehr bühnenwirksamen, melodienreichen und manchmal auch karikierenden Musik versehen, die sich dem Hörer leicht erschließt.